# Luis de Velasco y Castilla
Pour les articles homonymes, voir Luis de Velasco (homonymie) et Velasco.
Luis de Velasco, marquis de Salinas (connu comme Don Luis de Velasco, hijo afin de le distinguer de son père) (ca. 1534 à Carrión de los Condes, Espagne — 7 septembre 1617 à Séville), noble espagnol, fils du second vice-roi de Nouvelle-Espagne et lui-même huitième vice-roi de cette même province qu'il gouverne du 27 janvier 1590 au 4 novembre 1595 puis du 2 juillet 1607 au 10 juin 1611. Entre ces deux périodes, il est vice-roi du Pérou durant huit années (24 juillet 1596 au 18 janvier 1604).

## Biographie
Né en Espagne, Luis de Velasco accompagne son père (Luis de Velasco) en Nouvelle-Espagne, il passe sa jeunesse à Mexico. Après la mort de son père, il reste au Mexique où il est conseiller municipal de la capitale, mais dégouté par l'administration du Vice-roi Álvaro Manrique de Zúñiga, il rentre en Espagne. Il se présente à la cour de Philippe II qui le nomme ambassadeur à Florence.

## Premier mandat en Nouvelle-Espagne
Le 19 juillet 1589, Velasco est nommé Vice-roi de Nouvelle-Espagne en remplacement de Manrique. À cause de nouvelles indiquant que la colonie était dans la tourmente, il avait reçu l'ordre de ne pas débarquer à Veracruz, le port habituel. Il arrive donc à Tamiahua, dans la province de Pánuco. À son arrivée, il constate que la paix est revenue. Il reprend alors la mer pour Veracruz, où il arrive à la mi-décembre 1589.
De Veracruz, il part pour Mexico où il prend ses fonctions le 27 janvier 1590. Là-bas il est reçu comme l'enfant du pays, avec chaleur par toutes les classes sociales.
En 1591, il parvient à pacifier les tribus Chichimeca qui étaient en révolte permanente et hors de contrôle des espagnols. Les chefs réclament aux Espagnols de leur fournir de la nourriture, ce que Velasco accepte. Un traité de paix est alors signé. Pour initier les Chichimecas aux coutumes de la colonie, 400 familles Tlaxcalteca sont envoyées vivre avec eux. Les Franciscains fondent également quatre colonies sur le territoire des Chichimecas, avec un centre à Zacatecas. En échange, Velasco réduit les impôts qui touchent les indiens et charge la Real Hacienda de déléguer des juristes pour représenter les tribus et faciliter ainsi leur entrée dans la société de la colonie.
Il encourage l'industrie en Nouvelle-Espagne, en particulier l'industrie textile. Il inaugure le Paseo de la Alameda à Mexico et améliore les fortifications de San Juan de Ulúa à Veracruz.

## Vice-roi du Pérou
En 1595, Velasco est nommé Vice-roi du Pérou. Il embarque à Acapulco en novembre de cette année. Entre 1598 et 1599, il est aux prises avec un flibustier néerlandais, Olivier van Noort qui capture de nombreux navires espagnols et s'adonne au pillage des côtes chilienne et péruvienne. Le vice-roi lance alors des navires à sa poursuite mais Van noort s'enfuit vers les Îles Ladrones puis les Philippines. 
Après huit années passées au Pérou, Velasco est malade et fatigué et demande à être relevé de ses fonctions afin de pouvoir rentrer en Nouvelle-Espagne. À son retour, il se consacre à ses encomiendas d'Azcapotzalco et de Teulitlán.

## Second mandat en Nouvelle-Espagne
Le 25 février 1607, Velasco fils est à nouveau nommé Vice-roi de Nouvelle-Espagne, cette fois par le nouveau Roi, Philippe III. Il prend ses fonctions le 2 juillet. Immédiatement il projette le creusement du canal Huehuetoca, afin d'empêcher les inondations de Mexico lors de la saison des pluies. Le projet de canal est dirigé par Enrico Martínez, un ingénieur et Juan Sánchez, un mathématicien de la Compagnie de Jésus. Les travaux commencent le 28 novembre 1607.
En février 1609 un édit royal arrive à Mexico interdisant une fois encore l'esclavage des indiens. Velasco hijo fait appliquer strictement ce décret auprès des encomenderos et propriétaires de mines. Comme son père, le Vice-roi est connu comme protecteur des indiens.
En 1609 également se répand une rumeur de rébellion imminente des esclaves noirs. Velasco prend des mesures préventives, dont l'envoi de troupes menées par le capitaine Pedro González de Herrera à Puebla. Herrera devra combattre les esclaves en fuite et les rebelles (marrons) dans le Rio Blanco qui attaquaient les voyageurs entre Veracruz et Mexico. Le chef des marrons, Gaspar Yanga, envoie une lettre au capitaine Herrera, elle souligne les mauvais traitements que subissent les esclaves noirs et qui les ont amenés à fuir la captivité. Velasco prend connaissance de cette lettre mais malheureusement seulement après qu'une sanglante bataille ne fait un grand nombre de victimes dans les deux camps. Velasco permet ensuite aux esclaves en fuite de fonder leur propre village, San Lorenzo de los Negros, près de Córdova.

### Contacts avec le Japon

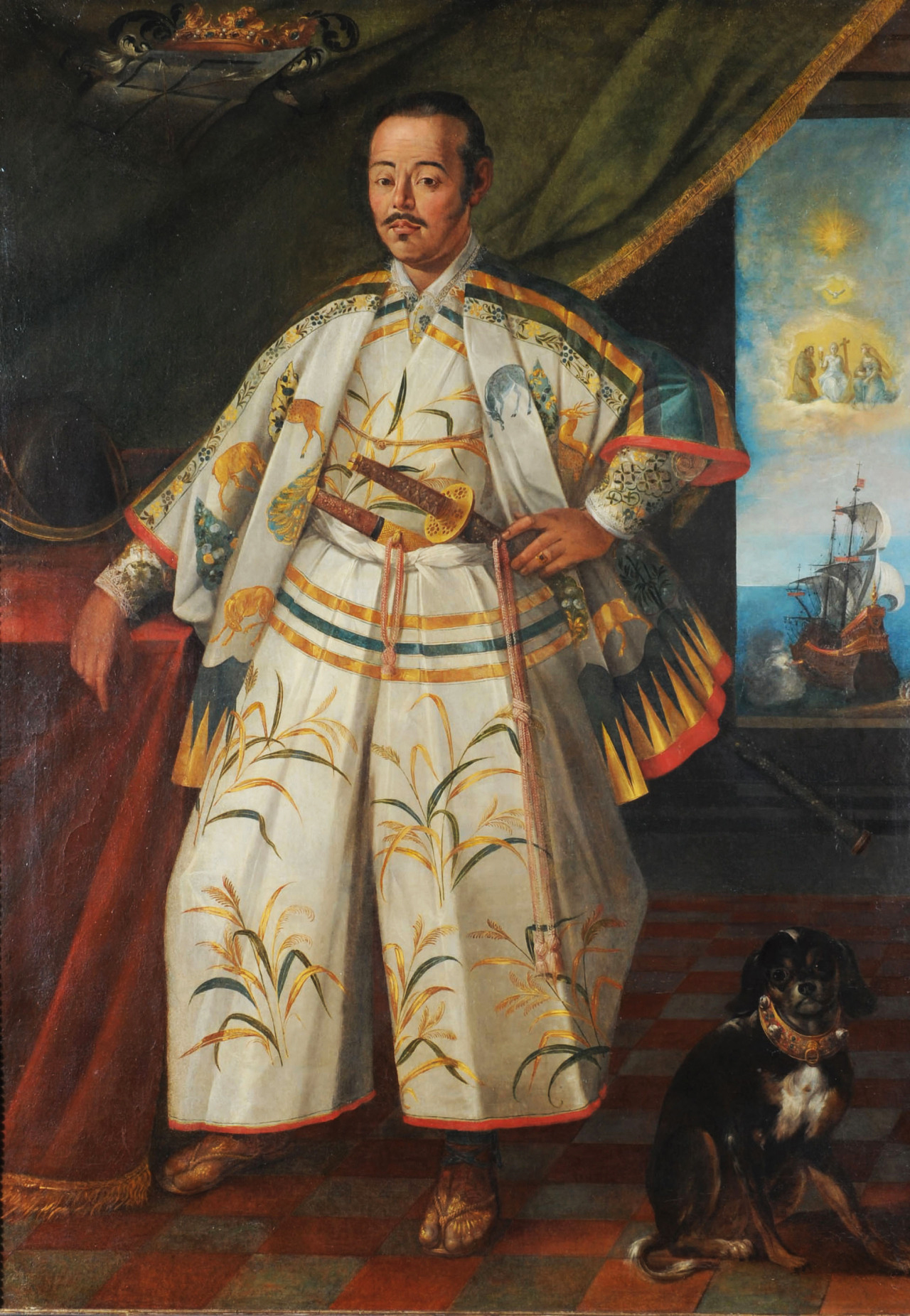
Portrait de Tsunenaga Hasekura durant son ambassade en Nouvelle-Espagne et en Europe, par Claude Deruet, Galerie Borghèse, Rome.

Luis de Velasco est impliqué dans l'établissement de relations commerciales et diplomatiques avec le Japon. Il reçoit en 1610 l'ambassade de Luis Sotelo et Shōsuke Tanaka, qui sont arrivés sur un navire japonais le San Buena Ventura et accepte l'envoi d'un ambassadeur au Japon en la personne du fameux explorateur Sebastián Vizcaíno, avec comme mission subsidiaire d'explorer les "Îles d'or et d'argent" que l'on suppose à l'est des îles du Japon. Luis de Velasco confisque le navire japonais, craignant que les japonais ne deviennent maîtres de la technique des voyages trans-océaniques.
Vizcaíno prend la mer depuis Acapulco sur le San Bernardo le 22 mars 1611 avec les émissaires du Japon, ils arrivent à Uraga le 16 juin de cette même année. Depuis là, il se rend à Edo pour rencontrer le second shogun Tokugawa, Hidetada, puis vers Sumpa pour y rencontrer l'ex-shogun Ieyasu Tokugawa. Vizcaíno, ayant perdu son navire, rentre du Japon le 28 octobre 1613 sur le galion japonais San Juan Bautista et arrive à Acapulco le 25 janvier 1614. Il est accompagné de Tsunenaga Hasekura, nommé ambassadeur du Japon et de quelque 140 autres japonais.

## Conseil des Indes
En 1610, le roi Philippe III fait Luis de Velasco, Marquis de Salinas en récompense de ses bons et loyaux services, puis le 27 décembre 1610, le nomme président du Conseil des Indes. En 1611, Velasco quitte la Nouvelle-Espagne pour prendre son poste dans sa mère patrie. Il préside le Conseil du 1er décembre 1610 jusqu'à ce que vieux et infirme, il se retire le 7 août 1617. Il meurt un mois plus tard à Séville à 83 ans.